# Drimia fasciata
Drimia fasciata là một loài thực vật có hoa trong họ Măng tây. Loài này được (B.Nord.) J.C.Manning & Goldblatt mô tả khoa học đầu tiên năm 2000.